# Општина Лункавица (Караш-Северин)
Лункавица (рум. Luncaviţa) општина је у Румунији у округу Караш-Северин.
Oпштина се налази на надморској висини од 512 m.